# パニーニ・グループ
パニーニ・グループ(Panini Group)はイタリアモデナに本部を置き、パニーニ兄弟により1961年に設立された名前の企業である。会社は本、漫画、雑誌、ステッカー、トレーディングカード他のアイテムと収集品を、子会社を通じて出版している。パニーニは自社の製品を自ら、またはサードパーティーのプロバイダーを通じて配信している。パニーニはライセンス部門を保持し、個人向けと、権利とコミックライセンスを購入しようとしている新聞それぞれに、ライセンスを購入し、転売する機関を提供している。パニーニ・デジタル社を通じて、音声起動ソフトウェアでサッカーの統計情報を取り込み、これらはエージェントやクラブ、マスコミやビデオゲーム開発会社に販売されている。新しいメディア展開であるパニーニのオンラインアプリケーションと、コンテンツとデータ販売を通じて収入を発生させる。

## 社史
1960年、ベニートとジュゼッペのパニーニ兄弟はモデナで新聞配達事務所を経営し、彼らは小立像のコレクション（接着剤で取り付けられたステッカー）をミラノの会社が販売することができなかったことを発見した。兄弟はコレクションを購入し、それぞれをパックして2から10リラの値段で販売した。彼らは300万パックを販売した。この成功により、ジュゼッペは自分の小立像を開発し販売するために1961年にパニーニ社を設立した。ベニートも同年入社した。パニーニ社は1961年には1500万の小立像を販売した。翌年には2900万のユニットを販売し、1963年にはフランコとウンベルトのパニーニ兄弟も入社した。
1960年代には、そのサッカーコレクションがやがて広い関心の対象となったことで有名となり、今、次の十年の少年文化的な現象と考えられている。レアステッカーは収集家の市場で非常に高価が付けられている。いくつかの人気ゲームはステッカーをプレイカードとして使用することを発明した。スローガン"Stick with Panini"は、パニーニ社が提供している子供向けの放送プログラムで一度テレビ広告に続くジングルで聞くことができる。
1970年、パニーニ社は出版社カルカーノから権限を購入した後、“L’Almanacco Illustrato del Calcio Italiano”（イタリアのサッカーのイラスト付きガイド）の出版を始めた。パニーニ社はまた、初めてFIFAワールドカップのステッカーアルバムをメキシコワールドカップで出版し、多言語キャプションを使用することに加えて初めてイタリア国外でステッカーを販売した。他にパニーニ社として初めてのこととしては、早い1970年代に、接着剤を使用しない自己接着のステッカーを使ったことがある。
1986年にパニーニ社は小立像ミュージアムを設立し、1992年に会社がマーベルに売却される前にモデナ市に寄贈した。
2006年5月24日、パニーニ社はコカ・コーラとTokenzoneとパートナーを締結し、初めてFIFAワールドカップのバーチャル・ステッカー・アルバムをプロデュースした。アルバムはブラジルポルトガル語、オランダ語、英語、フランス語、ドイツ語、ギリシャ語、イタリア語、日本語、韓国語そしてスペイン語の最小10言語で見ることができる。
2009年1月、パニーニ社は2009-10 NBAのシーズンとの効果的なNBAトレーディングカードとステッカーを製造するための独占的ライセンスを取得した。2009年3月13日、パニーニ社はテキサス州のトレーディングカード製造会社Donruss Playoff LPを買収した。それとともに、パニーニ社はDonruss社のNFLとNFLPAのライセンスも入手した。
2010年3月26日、パニーニ社はNHLとNHLPAのライセンスを買収した。2010-2011年のホッケーシーズンは複数の会社が（アッパーデッキ）ホッケーカードを生産している5年間の最初の年となった。古典的なステッカーは、今日トレーディングカードゲームen:Adrenalyn XLによって補完されている。
2010年、パニーニ社はロンドンオリンピックとロンドンパラリンピックの公式ステッカーコレクションの製造ライセンスを買収した。

## パニーニ・ファミリー
兄弟の一番年上であるジュゼッペ・パニーニは会社の創設者で、彼自身もコレクターであり、Raccolte Fotografiche Modenesi（モデナのグラフィックコレクション）の作成を融資し、300000を超える写真と同じ数のポストカードが含まれる貴重なアーカイブを所有し、町と写真芸術の進化の生活を記述する。